# Дете из Таунга
Дете из Таунга (енгл. Taung Child) је назив за фосилизовану лобању изумрле врсте хоминида Australopithecus africanus. Откривена је 1924. у граду Таунг у Јужној Африци. Рејмонд Дарт га је описао као нову врсту хоминида у часопису Природа, 1925.

## Историја открића
Лобања је откривена у раном 20. веку. Открили су је радници на кречњачком каменолому у Јужној Африци. 1924. су радници показали фосилизовану лобању у Северном кречњачком друштву. Директор друштва га је дао своме сину који је лобању држао изнад камина. Пријатељица директора Јосефина Салмос је приметила да лобања припада изумрлој врсти примата, и помислила како би могла бити значајна њеном ментору Рејмонду Дарту. Она је добила лобању и предала ју је Рејмонду Дарту, који је лобању признао као значајан налаз. Овај примат је имао мале зубе и сложен мозак. 1925. је објављено како је ово створење заправо изумрла врста примата Australopithecus africanus.
Лобања младог примата је нађена на око 400 километара југозападно од Јоханезбурга и на рубном подручју пустиње Калахари, а личила је на лобању шимпанзе, који је шумски мајмун, али за подручје Таунга где је лобања нађена мисли се да је већ милионима година покривено травом и Дарт је истражујући ту лобању младунчета у њој видео остатак бића најближег човеку. Тако је почетком 1925. године објавио је да је нашао раног човековог претка, кога је назвао Australopithecus africanus (јужни мајмун из Африке).
Расправе да ли је то лобања мајмуна, или предчовека, а око 1940. године већина истраживача је прихватила мишљење да је Australopithecus africanus предак људи, а не мајмун.

## Опис
Фосил чини већи део лица и доње вилице са зубима. Процењује се да је лобања стара 2.500.000 година. Првобитно се мислило да је лобања од мајмуна, али је Дарт схватио да је то изумрла врста хоминида.